# Социалистическая Республика Словения
Социалистическая Республика Словения (сербохорв. Социjалистичка Република Словениjа/Socijalistička Republika Slovenija, словен. Socialistična republika Slovenija) — одна из 6 социалистических республик, образовывавших СФРЮ. До 1963 года носила название Народная республика Словения (сербохорв. Narodna republika Slovenija). Ныне — Словения.
Граничит: на западе с Италией, на севере — с Австрией, на востоке — с Венгрией, на юге — с Социалистической Республикой Хорватия. Имеет выход к Адриатическому морю.

## Политическая структура
Словения — социалистическая республика, объединившаяся с другими равноправными социалистическими республиками в союзное государство — СФРЮ. Действующая конституция принята в 1974 году. Законодательный орган — Скупщина (Skupščina) (до 1963 года — Народная Скупщина (Ljudska skupščina)), состоящая из 3 Собора объединенного труда (zbor združenega dela) (в 1963—1974 гг. — Хозяйственный Собор, Культурно-Просветительский Собор, Социально-Здравоохранительный Собор, Организационно-Политический Собор (до 1968 года)), Собора общин (zbor občin) (с 1967 года) и Общественно-политический собора (družbenopolitični zbor) (до 1968 года — Республиканский Собор), коллективный глава государства — Президиум (Predsedstvo) (с 1974 года, до 1953 года — Президиум Народной Скупщины (Prezidij Ljudske skupščine)), исполнительный орган — Исполнительное вече (Izvršni svet) (до 1953 года — Правительство (vlada)).

## Административное деление
Территория СРС делилась на уезды (okraji) (до 1967 года), уезды на общины (občina) (c 1963 года — города (mesto) и сёла (vas)).
Представительные органы уездов — уездные скупщины (до 1963 года — уездные народные комитеты (okrajni ljudski odbori))
Представительные органы общин — общинные скупщины (občinska skupščina) (до 1963 года — городские народные комитеты (mestni ljudski odbori) и сельские народные комитеты).

## Правовая система
Высшая судебная инстанция — Верховный Суд (Vrhovno sodišče), избирался Скупщиной, суды первой инстанции — общинные суды (до 1963 года — уездные суды, избирались уездными народными комитетами).

## История Словении
Во время Второй мировой войны территория королевства Югославия была оккупирована, а Словения разделена между Германией, Венгрией и Италией. Немцы тысячами угоняли словенцев в концлагеря, на работу на фабриках и заводах, или переселяли их в Хорватию и Сербию. И немцы, и итальянцы проводили германизацию или, соответственно, романизацию. В Словении возникли два движения Сопротивления: коммунистическое и националистическое.
После войны Словения стала одной из республик СФРЮ. В 1955 году был подписан договор, по которому земли Каринтии и Штирии, населённые преимущественно словенцами, оставались за Австрией, а это было 2600 км². Конец 1980-х годов стал началом формирования многопартийной системы в СФРЮ. 11 января 1989 года был учрежден Словенский демократический союз. В мае 1989 года в Любляне на митинге была принята «Майская декларация» с требованием создать «суверенное государство словенского народа». Уже в сентябре того же года словенский парламент изменил конституцию республики, установив, что Словения находится в составе СФРЮ «на основе постоянного, целостного и неотъмлемого права словенского народа на самоопределения вплоть до отделения и объединения». В 1989 году в стране возникло несколько оппозиционных партий, которые в конце года объединились в коалицию «Демократическая оппозиция Словении», которая получила более половины мест на выборах в республиканский парламент в апреле 1990 года. В июле 1990 года была принята Декларация о суверенитете Словении, которая провозгласила, что югославские законы действуют в республике лишь постольку, поскольку они не противоречат местной конституции. 23 декабря 1990 года прошел референдум, на котором независимость Словении поддержали 88,5 % проголосовавших. Через полгода была провозглашена независимость Словении, а попытка Белграда сохранить целостность СФРЮ закончилась поражением в десятидневной войне.

## Экономика Социалистической Республики Словении
Словения была экономически наиболее развитая республика Югославии. В 1971 году промышленность дала 42 % от общественного валового продукта (торговля — 19,5 %, сельское хозяйство — 11,5 %, строительство — 8,4 %). Из общего количества экономически активного населения (837 тыс. человек в 1971) в промышленности, ремеслах и строительстве занято свыше 43 %, в сельском хозяйстве, рыболовстве и лесном хозяйстве — около 30 %, на транспорте — 4,5 %, в торговле и других отраслях обслуживания— около 4 %. Промышленное производство Словения разнообразно. Энергетическая база — каскады ГЭС на реках Драва, Сава и Соча (15 % производства электроэнергии СФРЮ) и ТЭС на буром угле (Веленье, Трбовле, Шоштань). Добыча полиметаллических руд (Межица, Шоштань, Камник), бокситов (в Юлийской Крайне), (Камник), (Идрия, 3-й по величине рудник ртути в мире). Развита чёрная (заводы в Есенице, Равне, Шторе) и цветная (выплавка в Межице и в Кидричево) металлургия. Ведущая отрасль промышленности — машиностроение, в том числе автомобилестроение (Марибор), электротехника (Любляна, Крань). Значительна текстильная, деревообрабатывающая, пищевая, полиграфическая промышленность. Главные промышленные центры — Марибор, Любляна, Крань, Целе, Копер. В сельском хозяйстве используется около половины территории Словения Главные районы земледелия — долины рр. Драва, Мура, Лендава и межгорные котловины и в особенности равнинный Восток республики. Пашня занимает 53 % с.-х. угодий, сады (особенно яблоня и груша) и виноградники — 8 %, луга и пастбища — 39 %. Возделывают зерновые (пшеница, кукуруза, рожь, ячмень, овес), картофель (24 % общеюгославского сбора), хмель, цикорий, свеклу, лен. Поголовье (в тыс., 1973): крупного рогатого скота — 551—447, овец — 24, лошадей — 40.
Международный туризм (центры — гг. Любляна, Марибор, Постойна, Порторож — на Адриатическом море). Через Словению проходят ж.-д. линии, связывающие Югославию с Италией и Австрией, шоссе Гориция — Любляна — Загреб — Белград.